# Mémoire effacée (Les Simpson)
Mémoire effacée (France) ou Les D'oh-gereux (Québec) (The Falcon and the D'ohman)  est le premier épisode de la saison 23 de la série télévisée Les Simpson et le 487e épisode de la série globale. Il est sorti en première sur la chaîne américaine Fox le 25 septembre 2011, et sera diffusé en inédit le 19 septembre 2012 en France.

## Synopsis
Au boulot, Homer fait la connaissance de Wayne, le nouveau chef de sécurité, beaucoup plus froid et distant que son prédécesseur. Alors qu’il tente de sympathiser avec lui, ce dernier ne lui accorde pas la moindre attention. Cependant, Wayne accepte finalement de prendre une bière avec lui lorsqu’Homer le ramène en voiture un jour de pluie. C’est alors que le Serpent vient braquer le bar de Moe. Mais Wayne, absent au moment du braquage, surprend le malfaiteur et le neutralise, sauvant la vie de ses compagnons. L’histoire fait vite le tour de Springfield, Wayne gagne en notoriété, et son amitié avec les Simpson devient plus forte. Sauf que tous ces événements font resurgir des éléments de son passé qui risquent de mettre en péril la vie de ses proches…

## Réception

### États-Unis
L'épisode a attiré 8,08 millions de téléspectateurs lors de sa première diffusion.

## Références culturelles

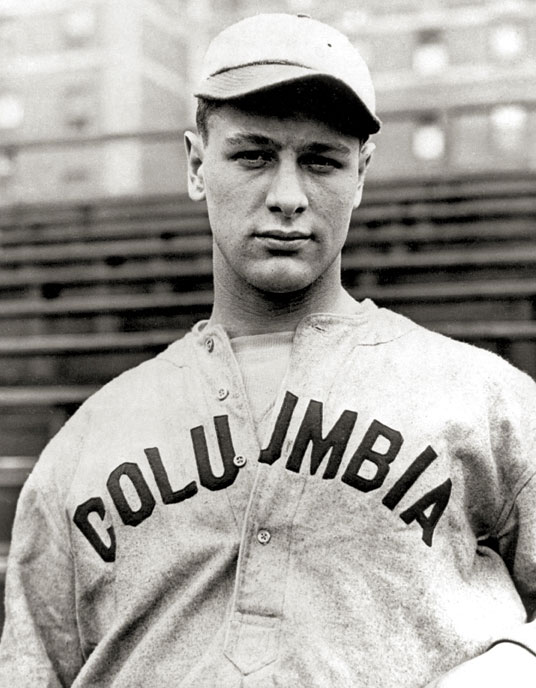
Lou Gehrig, icône du baseball aux États-Unis, était atteint de SLA, « maladie de Lou Gehrig ».